# 莉迪亞 (明尼蘇達州)
莉迪亞（英語：Lydia）是位於美國明尼蘇達州斯科特縣斯普林萊克鎮區的一個非建制地區。

## 地理
莉迪亞所處的海拔為高於海平面289米（即948英呎），而該地所採用的時區為UTC-6，即北美中部時區（CST）。同時該地設有夏令時間，為UTC-6調快一小時，即UTC-5（CDT）。